# Benjamin Biolay
Benjamin Biolay (20 de gener de 1973 a Villefranche-sur-Saône) és un cantant, compositor, músic, actor i productor discogràfic francès. És germà de la cantant Coralie Clément, els àlbums de la qual ha compost i produït, i exmarit de Chiara Mastroianni, la filla de Catherine Deneuve i Marcello Mastroianni.
Amb la cantant Keren Ann, els dos primers discos de la qual va coescriure i produir, va contribuir en nombroses cançons de Chambre avec vue, l'àlbum del retorn del cantant Henri Salvador, i des d'aleshores ha treballat com a compositor, arranjador i productor per a altres icones de la música francesa, com Juliette Gréco, Julien Clerc i Françoise Hardy.
L'any 2001 publicà el seu primer disc en solitari, Rose Kennedy i posteriorment, l'any 2003, el doble àlbum Négatif. Va compondre i interpretar la majoria de cançons de la banda sonora de Clara et Moi (2004) d'Arnau Viard, i va publicar l'LP Home amb la seva dona el mateix any, durant el qual també actuà a Barcelona dins el festival Primavera Sound. Després de dos discos més orientats cap al rock, els anys 2005 i 2007, amb poc èxit de públic, la seva discogràfica es mostrà poc interessada a participar en un nou projecte i Benjamin Biolay hagué d'autofinançar-se el disc doble La Superbe, que obtingué un gran èxit de crítica i públic.
Entre els seus últims discos destaquen Palermo Hollywood (2017), Volver (2018) i Grand Prix (2020)

## Discografia

### En solitari
- 2001 Rose Kennedy
- 2001 Benjamin Biolay Remix EP
- 2003 Négatif
- 2004 Clara et Moi (banda sonora)
- 2005 À l'origine
- 2007 Trash Yéyé
- 2009 La Superbe
- 2011 Pourquoi tu pleures?
- 2012 Vengeance
- 2015 Trenet
- 2016 Palermo Hollywood
- 2017 Volver
- 2018 Songbook
- 2020 Grand prix

### amb Chiara Mastroianni
- 2004 Home